# عبدالرحمن محمد عبدالعزیز
عبدالرحمن محمد عبدالعزیز (انگلیسی: Abdurahman Mohammed Abdulaziz؛ زادهٔ ۶ ژانویهٔ ۱۹۹۴) یک بازیکن فوتبال اهل قطر است.